# レバント

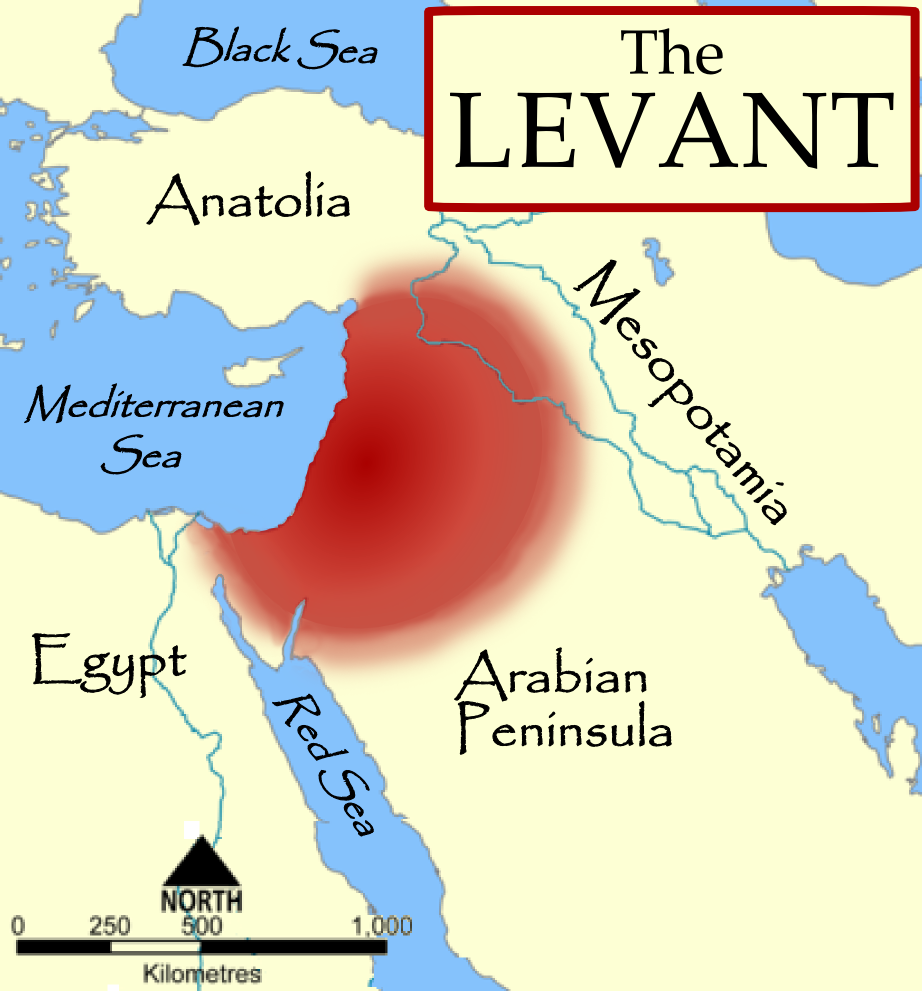
レバントの範囲の例

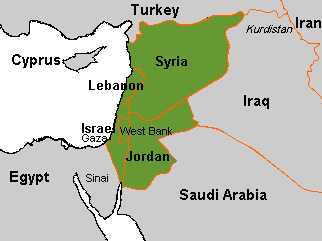
レバントの範囲の例

レバントまたはレヴァント（Levant）とは、東部地中海沿岸地方の歴史的な名称。厳密な定義はないが、広義にはトルコ、シリア、レバノン、イスラエル、エジプトを含む地域。現代ではやや狭く、シリア、レバノン、ヨルダン、イスラエルおよびパレスチナ国を含む地域（歴史的シリア）を指すことが多い。歴史学では、先史時代・古代・中世にかけてのこれらの地域を指す。
レヴァントは英語の発音だが、もとはフランス語のルヴァン (Levant) で、「（太陽が）上る」を意味する動詞「lever」の現在分詞「levant」の固有名詞化である。

## 概要
肥沃な三日月地帯の西半分にあたるレバントは、最初の農耕が始まった場所とされる。シリアのテル・アブ・フレイラ遺跡（13050BP, 紀元前11050年頃）では最古級の農耕の跡（ライムギ）が発見されている。
かつて東部地中海沿岸のアナトリアからシリア、パレスチナ、エジプトにかけては多数の富裕な港があり、イタリアのヴェネツィア共和国、ジェノヴァ共和国、ピサ、アマルフィなど海洋都市国家は競ってこれらの港と貿易を行い、その利益をめぐり互いに戦争を行うほどだった。この貿易をレヴァント貿易（東方貿易）と呼び、その港のある東部地中海沿岸をレヴァントと呼んだ。イタリアの海洋都市国家がレヴァントとの貿易で輸入したのは、これら地中海沿岸で生産されたものもあったが（農産品や織物など）、それらよりも、遠くインドや東南アジア、中国、あるいはアフリカからなどから運ばれてきた絹、スパイス、胡椒、象牙など高価で希少な、ヨーロッパではぜいたく品とされた品々が主だった。
レパントの海戦が戦われたギリシャの都市名レパント (Lepanto) としばしば間違われるが、無関係である。また、レバノン (Lebanon) とも音が似ているが、これはアラム語起源の古い地名であり、偶然の一致である。

## レバントにちなんだ言葉
- レバント海
- レバント・アラビア語（英語版） - アラビア語のレバント方言
- レバント赤 (Levant red)
- シナヨモギ（英語版） (Levant wormseed)
  - シナ花油 (Levant wormseed oil)
- レバンター（英語版） - 地中海西部に吹く東風（語源が同じ）
- レバントモロッコ (Levant morocco) - 羊・山羊などの皮
- レバントストラックス (Levant storax) - ストラックス（植物性樹脂）の一種
- ISIL (Islamic State in Iraq and the Levant) - 「イラク・レバントのイスラム国」の意。国際連合、日本国政府、アメリカ合衆国連邦政府が公式に使用している（2015年2月現在）。なおこの名称を使うことには、レバントにトルコからシリア、エジプト、パレスチナやヨルダン、レバノンをも含む「大シリア」を指したり、ダマスカスを指すときに用いられることもあるなどするため批判がある。2015年2月9日、日本国内のイスラム教関連の約30団体が声明を出し、「過激派組織の行いは、イスラームの教えとはまったく異なるもの」だとして、日本のメディアに「イスラム国」という名称を使わないよう要請した[2]。これを受けてNHK、Yahoo! JAPAN、毎日新聞などが呼称をIS (Islamic State)という表記に変更し[3]、日本国内では名称が混乱した状態にある。